# آدام فدریچی
آدام فدریچی (انگلیسی: Adam Federici؛ زادهٔ ۳۱ ژانویهٔ ۱۹۸۵) یک بازیکن فوتبال اهل استرالیا است.
وی همچنین در تیم ملی فوتبال استرالیا بازی کرده‌است. اوپس از سعود بورنموث به لیگ برتر به تیم بورنموث پیوست